# Brookings (South Dakota)
Brookings ist eine Stadt (mit dem Status „City“) und Verwaltungssitz des Brookings County im US-amerikanischen Bundesstaat South Dakota. Das U.S. Census Bureau hat bei der Volkszählung 2020 eine Einwohnerzahl von 23.377 ermittelt.
In Brookings befindet sich die South Dakota State University, die mit über 12.000 Studenten größte Universität des Bundesstaates.

## Geographie
Brookings liegt im Osten South Dakotas, unweit der Grenze zu Minnesota. Die geographischen Koordinaten von Brookings sind 44°18′41″ nördlicher Breite und 96°47′54″ westlicher Länge. Das Stadtgebiet erstreckt sich über eine Fläche von 33,77 km².
Benachbarte Orte von Brookings sind White (25,4 km nordöstlich), Bushnell (14,4 km östlich), Aurora (12,1 km ostsüdöstlich), Medary (11,8 km südlich), Volga (11,3 km westlich) und Bruce (20,6 km nordwestlich).
Die nächstgelegenen größeren Städte sind Sioux Falls (95,6 km südlich), Fargo in North Dakota (306 km nördlich) und Minnesotas größte Stadt Minneapolis (346 km östlich).

## Verkehr
Die durch die östlichen Stadtteile von Brookings führende Interstate 29 bildet die kürzeste Verbindung von Kansas City in Missouri nach Winnipeg in der kanadischen Provinz Manitoba. Der U.S. Highway 14 führt in West-Ost-Richtung als Hauptstraße durch das Zentrum von Brooking. Alle weiteren Straßen sind untergeordnete Landstraßen, teils unbefestigte Fahrwege sowie innerstädtische Verbindungsstraßen.
In Nordwest-Südost-Richtung verläuft eine Eisenbahnstrecke der Canadian Pacific Railway durch das Stadtgebiet von Brookings.
Im westlichen Stadtgebiet befindet sich mit dem Brookings Regional Airport ein Regionalflughafen. Die nächsten Großflughäfen sind der Hector International Airport in Fargo (308 km nördlich), der Minneapolis-Saint Paul International Airport (344 km östlich) und das Eppley Airfield nahe Omaha (376 km südlich).

## Demografische Daten
Nach der Volkszählung im Jahr 2010 lebten in Brookings 22.056 Menschen in 8159 Haushalten. Die Bevölkerungsdichte betrug 653,1 Einwohner pro Quadratkilometer. In den 8159 Haushalten lebten statistisch je 2,29 Personen.
Ethnisch betrachtet setzte sich die Bevölkerung zusammen aus 92,1 Prozent Weißen, 1,1 Prozent Afroamerikanern, 1,0 Prozent amerikanischen Ureinwohnern, 3,7 Prozent Asiaten sowie 0,5 Prozent aus anderen ethnischen Gruppen; 1,6 Prozent stammten von zwei oder mehr Ethnien ab. Unabhängig von der ethnischen Zugehörigkeit waren 1,5 Prozent der Bevölkerung spanischer oder lateinamerikanischer Abstammung.
16,1 Prozent der Bevölkerung waren unter 18 Jahre alt, 75,5 Prozent waren zwischen 18 und 64 und 8,4 Prozent waren 65 Jahre oder älter. 48,9 Prozent der Bevölkerung war weiblich.

Das mittlere jährliche Einkommen eines Haushalts lag bei 38.536 USD. Das Pro-Kopf-Einkommen betrug 20.023 USD. 24,3 Prozent der Einwohner lebten unterhalb der Armutsgrenze.

## Söhne der Stadt
- Gerald Brown (1926–2013), Physiker und Professor
- Larry Long (* 1947), Jurist und Politiker
- James H. Weaver (1927–2020), Politiker der Demokratischen Partei und Abgeordneter des Repräsentantenhauses